# Тобі Тауншип (округ Клеріон, Пенсільванія)
Тобі Тауншип (англ. Toby Township) — селище (англ. township) в США, в окрузі Клеріон штату Пенсільванія. Населення — 982 особи (2020).

## Демографія
Згідно з переписом 2010 року, у селищі мешкала 991 особа в 394 домогосподарствах у складі 288 родин. Було 480 помешкань
Расовий склад населення:
| - 98,1 % — білих - 0,7 % — чорних або афроамериканців - 0,1 % — азіатів |

До двох чи більше рас належало 1,0 %. Частка іспаномовних становила 0,7 % від усіх жителів.
За віковим діапазоном населення розподілялося таким чином: 22,0 % — особи молодші 18 років, 60,1 % — особи у віці 18—64 років, 17,9 % — особи у віці 65 років та старші. Медіана віку мешканця становила 42,9 року. На 100 осіб жіночої статі у селищі припадало 106,0 чоловіків;  на 100 жінок у віці від 18 років та старших — 98,7 чоловіків також старших 18 років.
Середній дохід на одне домашнє господарство  становив 58 902 долари США (медіана — 48 657), а середній дохід на одну сім'ю — 65 147 доларів (медіана — 51 500). Медіана доходів становила 45 417 доларів для чоловіків та 33 750 доларів для жінок. За межею бідності перебувало 9,9 % осіб, у тому числі 13,2 % дітей у віці до 18 років та 5,5 % осіб у віці 65 років та старших.
Цивільне працевлаштоване населення становило 452 особи. Основні галузі зайнятості: освіта, охорона здоров'я та соціальна допомога — 29,0 %, роздрібна торгівля — 14,8 %, виробництво — 11,1 %, будівництво — 10,2 %.